# Schweller (Kartenspiel)

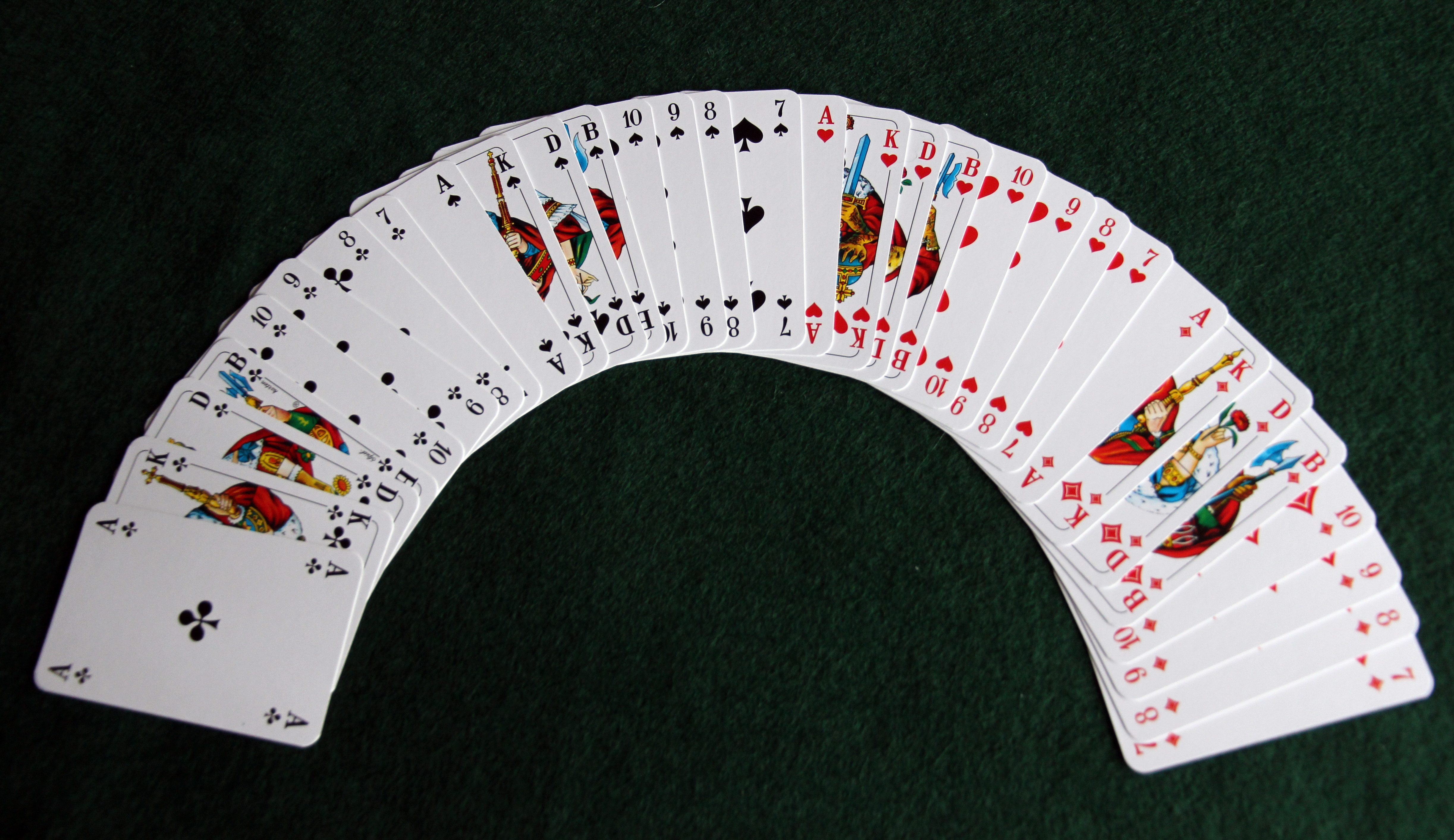
32-Blatt französische Spielkarte

Schweller, Schwellen oder Farbenjagd ist ein Kartenspiel für 3 oder mehr Teilnehmer. Es wird auch Rolling Stone und Enfle genannt. Es ist mit Saunigeln eng verwandt.

## Geschichte
Das eng verwandte Saunigeln tauchte schon 1814 in einem wienerischen Schauspiel.
Als Enfle wird das Spiel erst 1828 von Lebrun in seinem französischen Spielkompendium erwähnt. 1853 wurde die erste erkannten deutschen Spielregeln veröffentlicht unter dem Namen von Enfle oder Schwellen.

## Spielregeln
Schweller wird mit 32 Karten gespielt, bei mehr als 4 Spielern mit 52. Ziel eines jeden Spielers ist es, seine Karten als erster vollständig abzulegen. Die Rangfolge der Karten ist As, König, Dame, Bube, 10, 9, 8, 7, (6, 5, 4, 3, 2). Jeder Spieler bedient die ausgespielte Karte mit einer Karte der gleichen Farbe. Wer die höchste Karte der Farbe ausspielt, legt den Stich verdeckt beiseite. Es gibt keine Trümpfe. Wer nicht bedienen kann, muss den Stich aufnehmen. Seine Hand „schwillt“ dabei an, deshalb der Name des Spiels. Wenn ein Spieler keine Karte mehr auf der Hand hat, ist das Spiel beendet.